# Diskriminace podle barvy pleti
Diskriminace podle barvy pleti nebo kolorismus (anglicky colorism) je forma diskriminace, kdy jsou lidé posuzováni na základě barvy pleti. Kolorismus často proniká do ekonomické sféry kvůli rozdílným pracovním příležitostem; lze ho nalézt po celém světě a ve všech historických obdobích. Termín, poprvé použitý v roce 1982 afroamerickou spisovatelkou Alice Walkerovou, je obecně používán pro jev, kdy dochází k diskriminaci v rámci jedné etnické skupiny. V ČR diskriminaci na základě barvy pleti zakazuje antidiskriminační zákon.
Kolorismus však není totéž, co rasismus. Určení rasy nezávisí pouze na barvě pleti – do hry vstupuje více faktorů, včetně původu jedince. Barva pleti je tedy jen jedním z prostředků používaných k zařazení jedince do jedné z rasových skupin. Rasa je poté soubor přesvědčení a domněnek, které jsou s danou rasovou skupinou spojovány. Rasismus je, jinými slovy, závislost sociálního statusu na způsobu, jakým je daná rasa vnímána společností. Kolorismus je však závislost sociálního statusu jen na barvě pleti. Diskriminace tedy může být správně označena za kolorismus pouze v tom případě, kdy rozdíly v jednání s jedinci způsobují společenské hodnoty spojené s barvou pleti, nikoli rasová klasifikace.
Kolorismus obvykle[zdroj?] upřednostňuje světlejší barvu pleti před pletí tmavší. V USA se kromě Afroameričanů vyskytuje také u jiných skupin obyvatelstva, jako jsou Chicanos a Latinos, či u indických přistěhovalců. Souvisejícím jevem je také pigmentokracie, tedy skupinová sociální hierarchie založená na kolorismu. Opět platí, že vládnoucí skupina je většinou ta se světlejší pletí.
Na rozdíl od západních zemí, kde je móda opalování, existuje v Asii (zvláště v Číně a Indii) silná poptávka po prostředcích vybělujících pokožku. Číňanky se například nerady vystavují slunečním paprskům ve snaze, aby jejich pokožka zůstala bílá. V Indii se naopak zvyšuje poptávka po vybělujících prostředcích hlavně mezi muži.
Kolorismus se rychle stává globálním problémem, a to zejména kvůli postupující globalizaci a technologickým pokrokům. Nadnárodní mediální konglomeráty přenáší do světa nejen americké produkty, ale také americkou kulturu a kulturní imperialismus, a to včetně způsobu prezentace různých rasových skupin a s ním souvisejících preferencí týkajících se barvy pleti. Důsledkem tohoto jednání je fakt, že eurocentrické rysy – často velmi odlišné od rysů původních obyvatel daných zemí – jsou považovány za atraktivnější. Korejky například platí nemalé částky za plastické operace očních víček či za produkty vybělující pokožku, jen aby dosáhly západního standardu krásy. Za tímto jednáním stojí zejména globalizace amerických hodnot, které ideál eurocentrické krásy zdůrazňují – vypovídající je mimo jiné fakt, že pro marketinkové účely jsou nejžádanější známé osobnosti světlé pleti. Rozvoj internetu, televize, filmu a reklamních plakátů, jež prezentují eurocentrickou krásu jako kulturní ideál, tak přímo ovlivňuje obyvatele rozvojových zemí – tato média je totiž přesvědčují, že světlejší barva pleti nejenže vede k „dobrému životu“, ale je vlastně kulturně nezbytná. 